# Национално знаме на Уругвай
Националното знаме на Уругвай е прието на 16 декември 1828 г. То е съставено от 9 хоризонтални цветни полета, редуващи се в бял и син цвят. В горния ляв ъгъл на бял фон е изобразено златното слънце на Маите. Отношението на страните е 7:10.
Знамето прилича на аржентинското, тъй като Уругвай влиза в състава на Аржентина до получаването на независимостта си.
Първоначалният вариант на националното знаме на Уругвай има 9 сини и 10 бели ивици. През 1830 г. броят на ивиците е намален до 9 (4 сини и 5 бели). Деветте ивици представляват деветте първоначални региони на Уругвай. „Майското слънце“ символизира свободата.